# Sprechmaschine
Bei einer Sprechmaschine handelte es sich ursprünglich um eine Gerätschaft, deren Zielsetzung alleinig darin bestand, die menschliche Stimme durch rein mechanische Vorrichtungen nachzubilden, ohne die Möglichkeit zur Aufzeichnung derselben. Im Laufe der technischen Weiterentwicklung, einhergehend mit der Erforschung des Schalls, gelang es mit der Erfindung des Phonographen, einer „neuartigen“ Sprechmaschine, durch Thomas Alva Edison im Jahre 1877 erstmals Sprache und Töne aufzuzeichnen und für die spätere Wiedergabe zu konservieren. Die Bezeichnung Sprechmaschine wurde bis in die 1920er Jahre im deutschen Sprachraum auch synonym für das Grammophon verwendet.
Eigens herausgegebene Zeitschriften waren u. a. Talking Machine News (1903–1930).